# Subprefectura de Pinheiros
La subprefectura de Pinheiros es una de las 32 subprefecturas de la ciudad de São Paulo, siendo regida por la Ley Nº 13,999 del 1 de agosto del 2002.
Está conformada por cuatro distritos: Pinheiros, Alto de Pinheiros, Itaim Bibi y Jardim Paulista que sumados representan un área de 31.7 kilómetros cuadrados y una población de 257,772 habitantes.